# Lidhults socken
Lidhults socken i Småland ingick i Sunnerbo härad i Finnveden, ingår sedan 1971 i Ljungby kommun och motsvarar från 2016 Lidhults distrikt i Kronobergs län.
Socknens areal är 120,21 kvadratkilometer, varav land 111,28. År 2000 fanns här 914 invånare. Tätorten Lidhult med sockenkyrkan Lidhults kyrka ligger i socknen. 

## Administrativ historik
Lidhults socken har medeltida ursprung. 
Vid kommunreformen 1862 övergick socknens ansvar för de kyrkliga frågorna till Lidhults församling och för de borgerliga frågorna till Lidhults landskommun. Efter utökning av landskommunen 1952 uppgick denna 1971 i Ljungby kommun.
Den 1 januari 1960 överfördes ett obebott område med en areal av 2,83 kvadratkilometer, varav 2,73 land, till Odensjö socken. Samtidigt överfördes ett obebott område med en areal av 0,40 kvadratkilometer, varav 0,17 land, till Vrå socken.
Den 1 januari 1974 överfördes ett område med 16 invånare och med en areal av 7,0 kvadratkilometer, varav 6,8 land, till Femsjö socken.
1 januari 2016 inrättades distriktet Lidhult, med samma omfattning som församlingen hade 1999/2000.  
Socknen har tillhört samma fögderier och domsagor som Sunnerbo härad. De indelta soldaterna tillhörde Kronobergs regemente, Ljungby kompani.

## Geografi
Lidhults socken ligger i västra delen av Kronobergs län på gränsen till Halland. Socknen är en flack moss och sjörik skogsbygd.

## Fornminnen
Fornminnen främst från järnåldern är kända.

## Namnet
Namnet (1405 Lidhult), taget från kyrkbyn, har förledet lid, liten backe och efterledet hult, liten skog.

### Fotnoter
1. 1 2 3  Svensk Uppslagsbok Lidhults socken Arkiverad 19 augusti 2015 hämtat från the Wayback Machine.
2. 1 2  Harlén, Hans; Harlén Eivy (2003). Sverige från A till Ö: geografisk-historisk uppslagsbok. Stockholm: Kommentus. Libris 9337075. ISBN 91-7345-139-8
3. ↑  SCB Folkräkningen 1960 del 1 Arkiverad 14 oktober 2013 hämtat från the Wayback Machine. sida 191 Kronobergs län not 14
4. ↑  SCB Folk- och bostadsräkningen 1975 del 3:1 Arkiverad 24 september 2015 hämtat från the Wayback Machine. sida 141
5. ↑  Administrativ historik för Lidhult socken (Klicka på församlingsposten). Källa: Nationella arkivdatabasen, Riksarkivet.
6. 1 2  Sjögren, Otto (1931). Sverige geografisk beskrivning del 2 Östergötlands, Jönköpings, Kronobergs, Kalmar och Gotlands län. Stockholm: Wahlström & Widstrand. Libris 9939
7. 1 2 3  Nationalencyklopedin
8. ↑  Fornlämningar, Statens historiska museum: Lidhults socken
9. ↑  Fornminnesregistret, Riksantikvarieämbetet: Lidhults socken Fornminnen i socknen erhålls på kartan genom att skriva in sockennamn (utan "socken") i "Ange geografiskt område"